# Адалии
Адалии (лат. Adalia) — род божьих коровок из подсемейства Coccinellinae.

## Описание
Бедренные линии полные. Переднегрудь без продольных килей. Межтазиковый отросток без отдельных боковых бортиков. Жуки и личинки питаются тлями на древесных растениях.

## Систематика
В мировой фауне 35 видов: Представители рода отсутствуют в Австралии
- Adalia bipunctata (Linnaeus, 1758)
- Adalia conglomerata (Linnaeus, 1758)
- Adalia decempunctata (Linnaeus, 1758)